# Яхаги (лёгкий крейсер)
Яхаги (яп. 矢矧 Yahagi) — один из четырёх лёгких крейсеров типа Агано Императорского флота Японии времён Второй мировой войны.

## Описание проекта
Яхаги был вторым в серии из четырёх лёгких крейсеров типа Агано, и, как другие корабли своего типа, был предназначен стать флагманом соединений эскадренных миноносцев.

## Служба во флоте

### Начало службы
Яхаги был спущен на воду в Сасебо 29 декабря 1943 года и был отправлен в Сингапур для патрулирования вод в районе островов Лингга и для обучения личного состава в феврале 1944 года. В мае он отбыл из Сингапура на Тави-Тави с авианосцами Тайхо, Дзуйкаку и Сёкаку и крейсерами Мёко и Хагуро.

### Сражения за Филиппины
Сражение в Филиппинском море состоялось 13 июня 1944 года. Яхаги находился в составе «Группы A» адмирала Дзисабуро Одзавы, которая противостояла американскому 5-му флоту в «решающем сражении» у Сайпана, в качестве флагмана эсминцев 10-го дивизиона Асагумо, 17-го дивизиона Уракадзэ, Исокадзэ и Таникадзэ, 61-го дивизиона Вакацуки, Хацудзуки, Акидзуки и Симоцуки, которые прикрывали авианосцы. 19 июня 1944 года японское авианосное соединение атаковало соединение TF 58 ВМС США, но потеряло большую часть самолётов в «Большой марианской охоте на индюков». Яхаги и Уракадзэ спасли 570 членов экипажа авианосца Сёкаку после того, как тот был торпедирован подводной лодкой Кавалла.
После сухого дока и ремонта в Куре в конце июня-начале июля 1944 года Яхаги получил две дополнительные строенные 25-мм зенитных пушки (увеличив их общее количество до 48) и радары тип 13 для воздушных целей и тип 22 против надводных кораблей. 8 июля 1944 года Яхаги вышел из Куре с войсками, и вместе с многочисленным линкорами, крейсерами и эсминцами вернулся в Сингапур.
22 октября 1944 года Яхаги принял участие в сражении в заливе Лейте во второй части Группы «A» Первого Мобильного Ударного Соединения вице-адмирала Такэо Куриты: (центральное соединение), с Яхаги велось руководство 10-й эскадры эсминцев Киёсимо, Новаки, Уракадзэ, Юкикадзэ, Хамакадзэ и Исокадзэ. Они обеспечивали прикрытие линкоров Конго и Харуна и крейсеров Тонэ, Тикума, Кумано и Судзуя. Во время сражения в море Сибуян 24 октября 1944 года на японское соединение было совершено 11 налётов свыше 250 самолётов с авианосцев TF 38 Эссекс, Лексингтон, Интерпид, Кэбот, Франклин и Энтерпрайз. Несмотря на то, что японский линкор Мусаси затонул, а Ямато и Нагато получили повреждения, Яхаги остался неповреждённым. В дальнейшем в бою у острова Самар 25 октября 1944 года, где Яхаги также принял участие, он также не получил попаданий. 26 октября 1944 года Группа A была атакована 80 самолётами с авианосцев у Паная, за ними последовала атака 30 тяжёлых бомбардировщиков B-24 Liberator ВВС США и ещё 60 самолётов авианосного базирования. После этих налётов Яхаги также не получил попаданий и вернулся в Бруней неповреждённым.

## Конец Императорского флота Японии
16 ноября 1944 года 10-я эскадра эсминцев была распущена и Яхаги стал флагманом 2-й эскадры контр-адмирала Комуры Кэйдзо. Яхаги получил приказ вернуться в Японию в тот же день для модернизации. Он оставался в японских водах до марта 1945 года.
6 апреля 1945 года Яхаги получил приказ принять участие в «Операции Тэн-го» с целью атаковать американские силы вторжения на Окинаву. Яхаги должен был присоединиться к Ямато у Токусимы для принятия участия в последней самоубийственной операции против американского флота.

В 12:20 7 апреля 1945 года Ямато и сопровождающие его корабли были атакованы 386 самолётами (180 истребителей, 75 бомбардировщиков, 131 торпедоносец) TF 58. 
В 12:46 торпеда попала в Яхаги прямо в машинное отделение, убив находящихся там членов экипажа и приведя к полной остановке корабля. Потерявший ход Яхаги получил попадание как минимум ещё 6 торпед и 12 бомб от последующих волн американских самолётов. Японский эсминец Исокадзэ попытался прийти к Яхаги' на помощь, но сам был атакован, получил тяжёлые повреждения и затонул позднее. Яхаги перевернулся и затонул в 14:05 в точке 30°47′ с. ш. 128°08′ в. д., унеся с собой жизни 445 моряков. Контр-адмирал Комура и капитан Хара были среди спасённых эсминцами Хацусимо и Юкикадзэ. Спасшиеся могли видеть Ямато на расстоянии, всё ещё направляющимся на юг и ведущим бой с атакующими американскими самолётами. Однако в действительности Ямато был в нескольких минутах от гибели.
Яхаги был исключён из списков флота 20 июня 1945 года.

## Командиры
- 11.10.1943 — 20.12.1944 капитан 1 ранга (тайса) Сусуми Кимура (яп. 吉村真武);
- 20.12.1944 — 7.4.1945 капитан 1 ранга (тайса) Тамэити Хара (яп. 原為一);

### Внешние ссылки
- Parshall, Jon; Bob Hackett, Sander Kingsepp, & Allyn Nevitt.: . CombinedFleet.com: Agano class Imperial Japanese Navy Page (Combinedfleet.com).
- Tabular record: CombinedFleet.com: Yahagi history